# Lindsay Schoolcraft
Lindsay Schoolcraft, född 26 februari 1986 i Oshawa, Ontario, Kanada, är en kanadensisk sångare. Hon var medlem i Cradle of Filth från 2013 till 2020. Som soloartist har hon bland annat gjort en cover på Madonnas låt "Frozen".

## Diskografi
Soloalbum
- 2012 – Rushing Through the Sky
- 2015 – The Dead of Winter
- 2019 – Martyr
- 2020 – Worlds Away

Cradle of Filth
- 2015 – Hammer of the Witches
- 2017 – Cryptoriana – The Seductiveness of Decay